# Vincas Karoblis

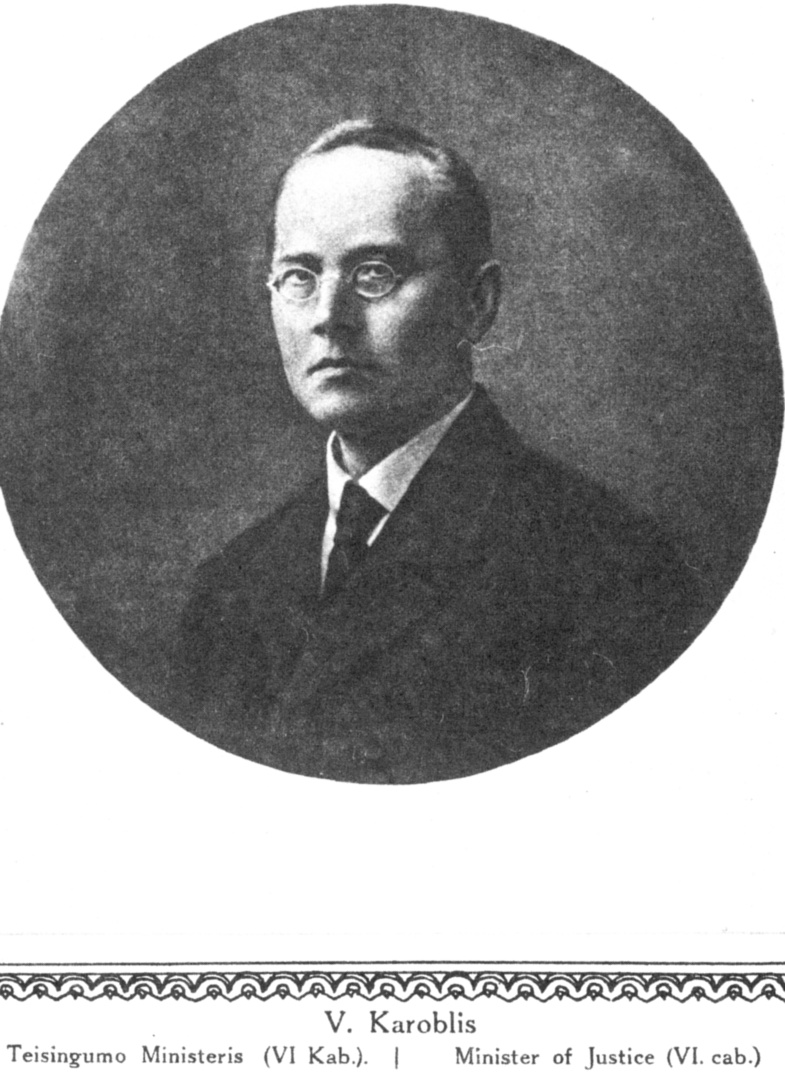
Vincas Karoblis

Vincas Karoblis (* 20. September 1866 in Natiškiai, Gebiet Vabalninkas (jetzt Rayon Biržai); † 25. Mai 1939 in Gegutė, Rayon Kėdainiai, Litauen) war ein litauischer Jurist und Politiker.

## Biografie
Nach dem Abitur am Gymnasium Šiauliai absolvierte er 1894 das Studium an der Rechtsfakultät der Universität Kiew. Von 1908 bis 1917 war er Obernotar des Bezirksgericht Vitebsk. Sommer 1918 kehrte er zurück nach Litauen und war einer der Gründer des Litauischen Justizministeriums.
Vom 19. Juni 1920 bis 18. Januar 1922 (in der Kazys-Grinius-Regierung) und später war er litauischer Justizminister.
Von 1922 bis 1923, von 1923 bis 1924 und von 1926 bis 1927 war er Mitglied des Seimas. Von 1927 lebte er in Subačius (Rajon Kupiškis).